# Golpe de Estado em Bangladesh em 1982
O golpe militar em Bangladesh em 1982 depôs o governo civil liderado pelo presidente de Bangladesh, Abdus Sattar, e colocou no poder o chefe do Estado Maior do Exército de Bangladexe, tenente-general Muhammad Hussain Ershad. Depois de servir inicialmente como Administrador-Chefe da Lei Marcial, Ershad assumiu o cargo de presidente em 1983 e governou até 1990.

## Acontecimentos anteriores

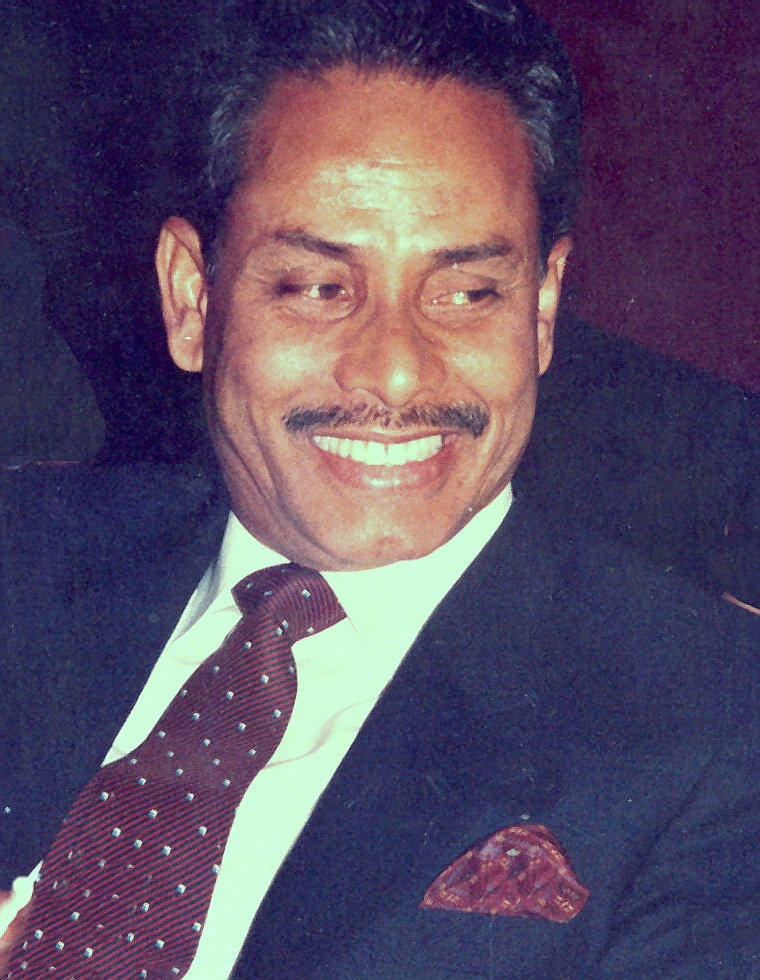
O Chefe do Estado Maior do Exército de Bangladexe, tenente-general Muhammad Hussain Ershad, foi colocado no poder após o incidente.

Após a sua independência em 1971, o Bangladesh conheceu uma série de golpes militares, começando com o assassinato do presidente Sheikh Mujibur Rahman em 15 de agosto de 1975, por um grupo de oficiais do exército, que instalaram Khondaker Mostaq Ahmad como presidente.  O regime de Khondaker Mostaq foi deposto em 3 de novembro do mesmo ano por oficiais pró-Mujib liderados pelo brigadeiro Khaled Mosharraf e pelo coronel Shafat Jamil. Um contra-golpe em 7 de novembro trouxe o chefe das forças armadas, Maj. Gen. Ziaur Rahman, ao poder. Em 1977, Ziaur Rahman assumiu o cargo de presidente e entregou o cargo de chefe das forças armadas para o tenente-general Muhammad Hussain Ershad. Zia formou o Partido Nacionalista de Bangladesh (BNP) e tentou reintroduzir a democracia em Bangladesh, mas em 1981 ele foi assassinado por um grupo de oficiais militares sob o major-general Abul Manzoor. Embora temia-se que o exército iria tomar o poder novamente, o chefe das forças armadas Ershad se manteve fiel ao sucessor civil de Ziaur Rahman, o vice-presidente Abdus Sattar, e esmagou a tentativa de golpe liderada por Manzoor.  Sattar tornou-se o candidato presidencial do BNP na eleição de 1982, que ele venceria. 

## Causas
Com a morte de Ziaur Rahman, que tinha sido um general do próprio exército, os militares de Bangladesh perderam um patrono e um contato próximo e influência política que tinha desfrutado com o presidente.  Ao tomar o poder, Sattar, um ex-juiz, sem um antecedente militar, anunciou que o papel dos militares seria estritamente para proteger o território e as fronteiras do país.  Ershad liderou os chefes da Marinha de Bangladesh e da Força Aérea de Bangladesh para pressionar o governo Sattar para que concedesse um maior papel para os militares no governo, ameaçando tomar o poder caso suas exigências não fossem atendidas.  A posição de Sattar também estava ameaçada por desafios à sua liderança pelas várias facções dentro do BNP e pelos partidos de oposição política, tais como a Liga Popular de Bangladeshi (Liga Awami). Em face da crescente pressão, Sattar concedeu as demandas dos militares de criação de um conselho de segurança nacional com os chefes militares com a autoridade de supervisão das políticas de defesa e de segurança nacional.  Também demitiu o vice-presidente Mirza Nurul Hada devido à pressão de Ershad.  No entanto, ele tentou reafirmar sua posição através da nomeação de oficiais militares para postos diplomáticos e como embaixadores para países estrangeiros, levando-os para longe do serviço ativo nas forças armadas e para fora do país.  Isso demonstrou ser uma provocação a Ershad e aos outros chefes. 

## Golpe
Em 24 de março de 1982, tropas leais ao tenente-general Ershad forçaram o presidente Abdus Sattar e o vice-presidente a renunciarem. Ershad impôs a lei marcial e se declarou administrador-chefe da lei marcial. Ele nomeou os chefes da marinha e da força aérea como vice-chefe administradores da lei marcial. Também suspendeu os direitos civis fundamentais e a Constituição de Bangladesh, mas não a revogou.  Três dias depois do golpe, o juiz da Suprema Corte de Bangladesh Abdul Fazal Muhammad Ahsanuddin Chowdhury foi nomeado presidente por Ershad, que também tomou o título de presidente do conselho de ministros. Ershad declarou que havia realizado o golpe para salvar o país da corrupção e da ineficiência do governo liderado pelo BNP.  O Parlamento de Bangladesh foi dissolvido e todos os partidos políticos proibidos.  Várias centenas de políticos foram presos sob a acusação de corrupção.  Em 1983, Ershad assumiu o cargo de presidente de Bangladesh. 

## Sétima emenda
Nas eleições parlamentares realizadas em 1986, o Partido Jatiyo fundado por Ershad obteve a maioria absoluta, mesmo quando os partidos políticos de oposição boicotaram a eleição.  Ershad usou a maioria de seu partido para passar a sétima emenda à constituição de Bangladesh, que legitimou o golpe de Estado de 1982, sua ascensão ao poder e o seu domínio da lei marcial.  A emenda também ratificou os decretos de lei e ações marciais do governo.
Em 2010, a Divisão da Alta Corte do Supremo Tribunal de Bangladesh derrubou oficialmente a sétima emenda e declarou que o golpe de Ershad e o domínio da lei marcial como ilegal.  O veredicto declarava que a Constituição de Bangladesh não poderia estar subordinada a lei marcial, nem permitia qualquer suspensão temporária da própria constituição.  O Supremo Tribunal nomeou Ershad juntamente com Ziaur Rahman e Khondaker Mushtaque Ahmad como "usurpadores" do poder de governos legítimos.  O Supremo Tribunal declarou também que o governo e o parlamento poderiam decidir se deveriam ou não tomar medidas contra Ershad pela usurpação ilegal e aprovar uma lei para permitir um julgamento e evitar usurpações futuras. 